# SpaceX CRS-21
SpaceX CRS-21, també conegut com SpX-21, fou una missió de subministrament (Commercial Resupply Services) a l'Estació Espacial Internacional que es va llançar el 6 de desembre de 2020. La missió va ser contractada per la NASA i portada a terme per SpaceX amb la nau SpaceX Dragon 2. Aquest és el primer vol per a SpaceX amb el contracte de la Fase 2 del CRS de la NASA adjudicat el gener de 2016. També és el primer Cargo Dragon de la nova variant de la nau Dragon 2, així com el primer vol Cargo Dragon que s’acobla a l'EEI al mateix temps que una nau espacial Crew Dragon (SpaceX Crew-1). Aquesta missió també és la primera missió de la NASA que reutilitza una etapa de coet, la etapa B1058.4 del Falcon 9, utilitzada anteriorment en una missió que no pertanyia a la NASA.

## Cargo Dragon
SpaceX planeja reutilitzar els Cargo Dragons fins a cinc vegades. La nova nau espacial Cargo Dragon pot transportar un 20% més de volum de càrrega que les Dragon de subministrament anteriors. Aquesta nau no portarà seients, controls de cabina, sistema de suport vital necessari per mantenir els astronautes a l'espai i els motors d’avortament SuperDraco. Aquest nou disseny proporciona diversos avantatges incloent un procés més ràpid per recuperar, reformar i tornar a volar en comparació amb el disseny anterior de Dragon CRS utilitzat per a missions de càrrega de l'EEi.
Tot i que CRS-21 fou una missió estàndard de 30 dies, el document més recent del Pla d’integració de la planificació de vol (FPIP) indica que, a partir del CRS-23, les missions de càrrega SpaceX començaran a estendre’s fins als 60 dies i més enllà de la marca. Sarah Walker, directora de gestió de missions Dragon a SpaceX, va dir que «el nou Cargo Dragon pot romandre a l'estació espacial fins a 75 dies, més del doble que la nau espacial Dragon de primera generació».
En aquesta missió és el primer cop que dues càpsules Dragon estan acoblades alhora a l'EEI.
A partir de la missió CRS-21, les noves càpsules Dragon Cargo amararant a l'oceà Atlàntic a l’ est de Florida, en lloc de la zona de recuperació anterior a l'oceà Pacífic a l’ oest de Baixa Califòrnia.

## Càrrega principal
La NASA va contractar la missió CRS-21 a SpaceX i, per tant, determina la càrrega útil principal, la data de llançament i els paràmetres orbitals del Cargo Dragon. La missió CRS-21 porta 2.972 kg de càrrega a l'EEI.
- Investigacions científiques: 953 kg
- Maquinari: 317 kg
- Subministraments per la tripulació: 364 kg
- Equipament per activitats extravehiculars: 120 kg
- Recursos informàtics: 46 kg
- Maquinari rus: 24 kg
- Càrrega externa (Nanoracks Bishop Airlock): 1090 kg

### Experiments i equipació[6]

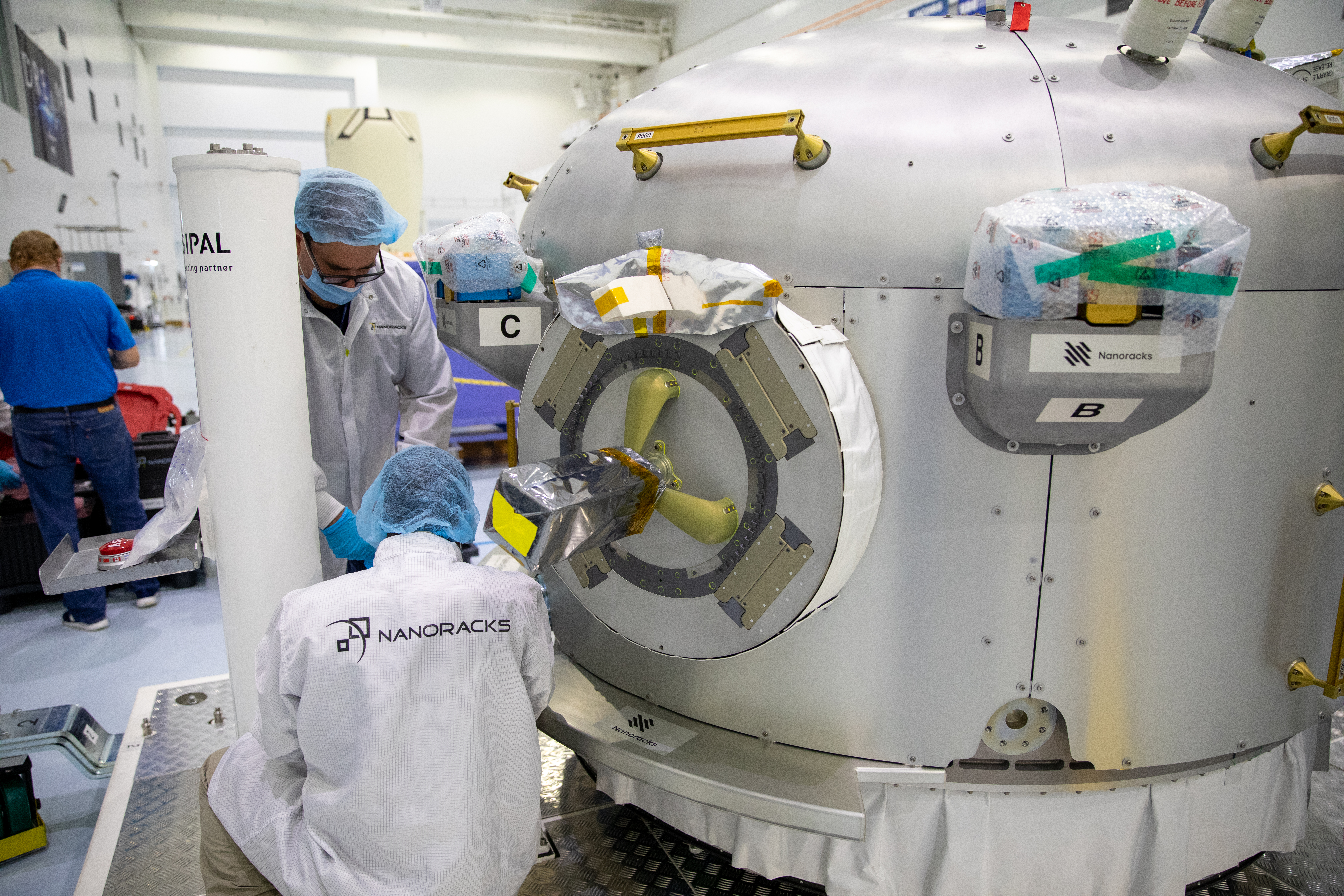
Els tècnics de Nanoracks treballen al mòdul Nanoracks Bishop Airlock a la instal·lació de processament de l'estació espacial al centre espacial Kennedy de la NASA, a Florida, el 29 de setembre de 2020. El personal de Nanoracks va preparar Bishop per al seu vol a l'EEI amb SpaceX CRS-21. El mòdul és la primera resclosa d'aire finançada comercialment per a l'estació espacial, que proporcionarà allotjament de càrrega útil, proves de robòtica, desplegament de satèl·lits, servirà com a caixa d’eines externa per a passejades espacials de la tripulació de l'estació i molt més.

Nanoracks Bishop Airlock, anteriorment conegut com a mòdul Bishop Airlock, és un petit mòdul de resclosa d'aire comercial unit al mòdul Tranquility de l'EEI. El Nanoracks Bishop Airlock oferirà cinc vegades el volum pel desplegament de satèl·lits que les opcions actuals (resclosa d'aire del mòdul japonès Kibō). Nanoracks és el principal contractista, ja que Thales Alenia Space fabrica l'embolcall pressuritzat i Boeing proporciona el mecanisme d’amarratge. Serà el segon mòdul comercial de l’EEI després del Bigelow Expandable Activity Module (BEAM), que es va acoblar a l’EEI a l’abril de 2016 i s’espera que es quedi fins al 2028. Va estar en construcció des del 2015 i el punt on va atracar a l'EEI la nau Dragon d'aquesta missió.
BioAsteroid és un experiment dissenyat per provar la infraestructura i les eines necessàries per a la mineria de roca asteroide, lunar i marciana. Extraurà el basalt d’aquests cossos per explorar-los quan els humans acabin aterrant-hi.
Hemocue és una prova del sistema per fer proves de glòbuls blancs a la Lluna i Mart. Els sistemes es van desenvolupar sota la gravetat de la Terra i encara cal provar-los en zero-g.
L'experiment Brain Organoid és la continuació del primer experiment Brain Organoid. El seu objectiu és validar la primera ronda d’experiments i continuar la investigació registrada durant aquestes primeres proves. El programa estudia el primer cervell humà desenvolupat, els seus moviments en micro gravetat i pot ajudar a abordar i crear millors models de trastorns neurodegeneratius.
Cardinal Heart és la continuació d’un experiment anterior. Aquest experiment estudiarà els cardiomiòcits en el teixit cardíac humà i la seva reacció a un entorn zero-g. L'astronauta de la NASA, Kate Rubins, va estar present a l'experiment a l'estació fa uns anys i va dir que poques coses a l'estació l'han deixada bocabadada com aquesta.
Subsa-Brains estudia els efectes dels micrometeorits i de la brossa espacial i els danys que poden causar, així com el procés de reparació del teixit, anomenat soldadura, i si encara funciona en un entorn de gravetat zero.
Three-Dimensional Microbial Monitoring (3DMM) és un projecte que té com a objectiu construir un mapa tridimensional de bacteris i metabòlits presents en diversos llocs de l’EEI i determinar com afecta l'entorn del vol espacial a les diverses espècies identificades.
Monoclonal Crystal Research in Microgravity (MCRM) és un experiment de cristal·lització de proteïnes de la companyia farmacèutica nord-americana Bristol Myers Squibb. Els astronautes de la NASA estudiaran la cristal·lització d'anticossos monoclonals a l'espai, amb l’objectiu de millorar la formulació i el lliurament de medicaments per als pacients de la Terra. Els anticossos monoclonals són proteïnes creades en laboratori dissenyades per interactuar amb dianes específiques, anomenades antígens. Els anticossos monoclonals s’utilitzen en el tractament de nombroses malalties, inclòs el càncer.

### Retorn de maquinari
La NASA informa que el maquinari important (maquinari fallit o gastat per a l'avaluació diagnòstica, reforma, reparació o que ja no és necessari) torna de l'Estació Espacial Internacional. La missió SpaceX CRS-21 finalitzà el gener de 2021 amb la reentrada a l'atmosfera terrestre i amarà a l’oceà Atlàntic a prop de la costa est de Florida amb 2360 kg de càrrega de retorn. Aquesta càrrega estava composta per:
Treadmill Data Avionics Unit: unitat aviònica avariada, un element crític que torna a terra després del reemplaçament en òrbita amb un bon recanvi.
Vàlvula selectora d’aire «Carbon Dioxide Removal Assembly» (CDRA): vàlvula crítica degradada que torna a la reparació i reforma per donar suport a la capacitat d’eliminació de diòxid de carboni en òrbita.
Tanc «Nitrogen Oxygen Recharge System» (NORS): tanc despressuritzat capaç de volar oxigen o nitrogen i s’utilitzarà per a la demanda futura en òrbita el 2021.
Rodent Research Habitats and Transporters: rosegadors vius de la missió Rodent Research-23 i hàbitats i transportadors usats que donen suport a futures missions i anàlisis de recerca.
Unitat electrònica «Minus Eighty Laboratory Freezer for ISS» (MELFI): article d’estivació freda danyat que requereix una reparació del terreny per permetre futures missions d’estivació freda.
Thermal Amine Bulk Water Save Valve: la vàlvula fallida que permet l’ús eficient del sistema d’amines tèrmiques que torna a terra per a la seva reparació, ajudarà a informar sobre la robustesa del disseny de vàlvules similars a la càpsula Orion.

## Desacoblament i retorn
Abans de dirigir-se cap a la reentrada, la càpsula es va desacoblar de l'Estació Espacial Internacional (ISS) el 12 de gener de 2021 a les 14:05 UTC. El nou disseny de la Dragon permet l'acoblament i desacoblament automàtic amb l'estació, mentre que les naus de càrrega Dragon de primera generació havien de ser agafats pel braç robòtic de l'estació. El desacoblament i l'amaratge van suposar el primer retorn d'una nau Cargo Dragon sent també el primer vol de la nau de subministrament SpaceX Dragon 2 derivada de la Crew Dragon. Els equips de recuperació de l’SpaceX estaven en espera de l'amaratge que es va efectuar el 14 de gener de 2021 a la 01:26 UTC al golf de Mèxic, a l’oest de Tampa, Florida. Segons la NASA, la Dragon va tornar a la Terra amb 2.002 kg de càrrega.